# Kaposfő
Kaposfő (bis 1942 Szomajom) ist eine ungarische Gemeinde im Kreis Kaposvár im Komitat Somogy.

## Geografische Lage
Kaposfő liegt neun Kilometer westlich der Kreisstadt Kaposvár am linken Ufer des Flusses Kapos. Nachbargemeinden sind Kaposmérő, Kiskorpád und Kisasszond.

## Sehenswürdigkeiten
- Reformierte Kirche
- Römisch-katholische Kirche Szent Vendel, erbaut 1872–1873

## Verkehr
Durch Kaposfő verläuft die Hauptstraße Nr. 61. Es bestehen Busverbindungen über Kaposmérő und Kaposújlak nach Kaposvár, über Kiskorpád und Pálmajor nach Nagybajom sowie nach Kisasszond. Zudem ist die Gemeinde angebunden an die Eisenbahnstrecke von Beleg nach Dombóvár.